# يوسف زاريتسكي
يوسف زاريتسكي (بالعبرية: יוסף זריצקי‏) (1 سبتمبر 1891 - 30 نوفمبر 1985) رسام إسرائيلي. 
هو واحد من أعظم فناني إسرائيل وأحد المروجين الأوائل للفن الحديث في أرض إسرائيل خلال فترة اليشوف (وهم السكان اليهود في أرض إسرائيل قبل إقامة دولة إسرائيل) وبعد قيام الدولة. في عام 1948 شارك في تأسيس مجموعة «أوفاكيم حداشيم». ابتكر في أعماله أسلوبًا فريدًا، والتي تنتمي للفن التجريدي، سعى لنشر هذا الأسلوب له عن طريق المجموعة.
حصل على جائزة إسرائيل للرسم عام 1959.